# Solera (Jaén)
Solera es una población del municipio de Huelma, en Jaén en Andalucía; en la comarca de Sierra Mágina.

## Topónimo
Procede del latino Solarius que significa sur para describir su ubicación en el valle del río jandulilla.

## Geografía
Se encuentra situada a una altura considerable en la falda del cerro Morrón de Sierra Cruzada. Se pueden contemplar espléndidas vistas de la Vega en la confluyen el río Jandulilla y el río Gargantón, los cortijos de Cabrita así como el pueblo de Bélmez de la Moraleda y el Torreón del Lucero. 

## Naturaleza
Se puede visitar cerca de Solera el lavadero de la Fuente de la Negra y hacer la ruta saludable de Barranco Cabrera.
La subida a Solera tiene interés desde el punto de vista del ciclismo. Se trata de un puerto de primera categoría por el que ha pasado la Vuelta Ciclista de Andalucía.

## Historia
La población actual tiene su origen en la existencia del castillo de Solera construido en el siglo XIII cuando los nazaríes habían perdido los castillos de Chincoya y Ablir o Neblin. Desde el siglo XIII los castillos de Belmez y Solera vigilaban el tránsito del valle del río Jandulilla, a lo largo del territorio fronterizo entre los dominios castellanos de las campiñas de Úbeda y Baeza y el Reino Nazarí. A mediados del siglo XIII la plaza fue tomada y puesta bajo la jurisdicción de Don Sancho Martínez de Xódar. El valle se encontraba prácticamente despoblado por las incursiones y rapiñas de ambos bandos en esta tierra fronteriza durante la revuelta mudéjar de 1264 y la campaña de los benimerines de 1275. Sin embargo, debido a las guerras civiles entre los señores feudales castellanos, volvió a estar bajo dominio Nazarí y así se mantuvo hasta el siglo XV. La frontera del Reino nazarí de Granada con Castilla es variable y permeable. Los Nazaríes sacan partido de las rivalidades entre los señores castellanos. En 1433 fue tomada por Fernando de Quesada, comendador de Bedmar, lleva a cabo una nueva conquista de la villa. Nuevamente vuelve a pasar a manos granadinas hasta que en 1457 es ocupada por Juan de la Cueva, regidor de Úbeda y comendador de Bedmar. En 1458 Juan de la Cueva obtiene la jurisdicción y mayorazgo de Solera por mediación de su hermano el valido del rey Enrique IV Beltrán de la Cueva. Gracias a hábiles acuerdos políticos y relaciones familiares logra que en 1472 Juan de la Cueva herede el Vizcondado de Huelma y los señoríos de Solera y Torreperogil.
En el siglo XVI Solera es un señorío que no produce rentas porque carece de población. En 1588 las fuentes del Obispado de Jaén identifican en Solera treinta vecinos. En el siglo XVIII era Solera y Bélmez de la Moraleda se hallaban todavía en el Reino de Granada, y fue con la creación de la provincia de Jaén que pasó a esta jurisdicción. En 1835 el Conde de Santisteban y Marqués de Solera  realiza la venta de Solera al acaudalado intendente del Palacio Real el Marqués de Gaviria.
En 1975 se incluyó como población dentro del municipio de Huelma.
El historiador José Manuel Troyano Viedma, recrea la toma de Solera basándose en tres fuentes: la primera se encuentra intercalada entre las páginas de una historia manuscrita e inédita de los Cueva; la segunda es debida a Martín de Ortega y la tercera se encuentra en un albalá del rey Enrique IV de Castilla.
“Acertaron a venir a la villa de Bedmar, donde don Juan de la Cueva se encontraba de paso, ciertos adalides, al mesón de ella, diciendo que el castillo de Solera ya no estaba tan bien defendido, por lo que iban a avisar al Comendador de Sabiote y al señor de Jabalquinto que eran a la sazón, según los adalides, los caballeros más poderosos en aquellos días en esta zona, con el fin de que iniciaran los preparativos de la guerra y reconquistaran Solera. Esta conversación fue oída por algunos de los criados de don Juan de la Cueva que pronto fueron a comunicárselo. Le pareció una buena idea y muy oportuna. Al punto mandó que los adalides vinieran a su presencia en el castillo de Bedmar donde los entretuvo el tiempo suficiente para poder avisar a los suyos, entre ellos al comendador Martín Alonso de Ortega y Andrés de Ortega, su hermano, y a Juan de San Martín “el bueno”, los cuales junto a otros caballeros se dirigieron a la villa de Bedmar, punto de partida para iniciar una incursión en tierra de moros, con un objetivo concreto, el asalto y toma del castillo de Solera. Cual no sería su sorpresa, cuando advirtieron que tal castillo, a diferencia de lo comunicado por los adalides, se encontraba fuertemente defendido, pero ello no fue obstáculo para que decidieran lanzarse a su conquista, con todos los riesgos que la misión conllevaba. Una vez comenzada la lucha… por fin lograron colocar una escala en la muralla y por ella comenzaba a subir un escudero pero al verlo el comendador Martín Alonso de Ortega, le cogió de la pierna y le echó abajo, al tiempo que le decía: <<donde hay caballeros no han de subir escudero delante>> y comenzó la ascensión, derrochando gran valentía al tiempo que le seguía en la empresa su hermano y Juan de San Martín, tomándose al asalto el hasta entonces inexpugnable castillo de Solera.

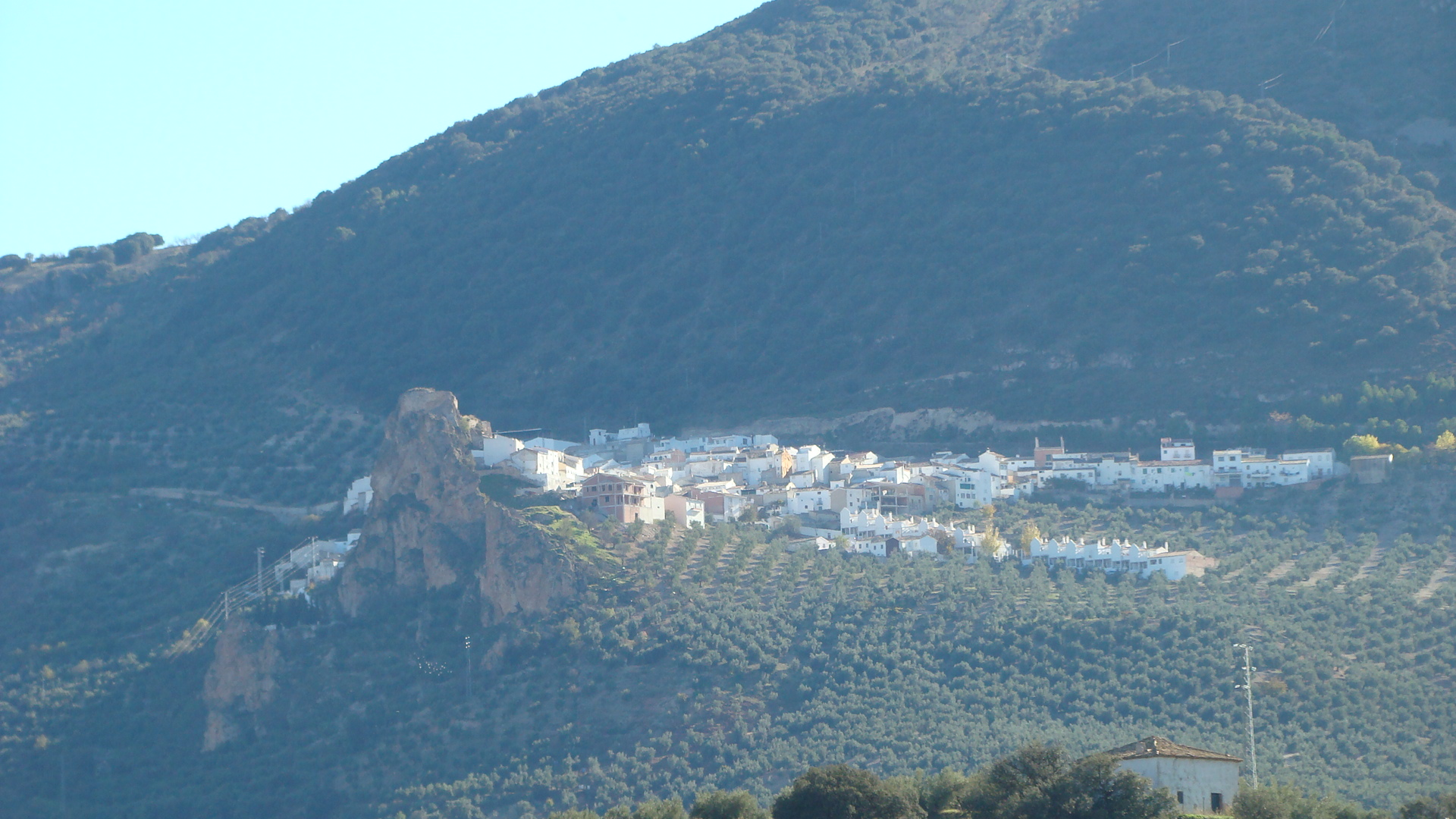
Vista general de Solera

## Geografía humana

### Demografía
| Gráfica de evolución demográfica de Solera entre 1842 y 1970 |
| |
| Población de derecho según los censos de población del INE Población de hecho según los censos de población del INEEntre el censo de 1981 y el anterior, este municipio desaparece porque se integra en el municipio 23044 (Huelma) |

## Cultura

### Patrimonio material
Destacan
- El Castillo de Solera, Bien de Interés Cultural desde 1985.
- La iglesia de San Juan Bautista

#### Iglesia de San Juan Bautista
Su exterior recuerda una fortaleza defensiva por su gran prestancia volumétrica reforzada por la sillería de sus paredes. La portada abre en arco de medio punto, precedida por una escalinata y sobre la portada tres óculos en línea. En su lateral izquierdo tiene una espadaña con dos huecos para campanas en eje. El interior es una bóveda de cañón  con lunetos y arcos fajones. Tiene varias capillas, un coro a los pies y el altar mayor diferenciado por una escalinata. Se pasa a la sacristía por el lateral derecho bajo un arco de medio punto. En su interior existe una pila bautismal del siglo XVII.
La acción de la lluvia, la despoblación y la falta de obras de mantenimiento estuvieron a punto de causar su derrumbe. Gracias a los vecinos, a la Hermandad de Vecinos y a una aportación de Sebastián Justicia Juárez, se recaudó el dinero necesario para la reconstrucción del tejado y se pudo salvar la iglesia.

### Patrimonio inmaterial

#### Fiestas de San Isidro
El 15 de mayo se celebran en honor a San Isidro Labrador, con varios días de actos festivos entre los que se encuentra la verbena, misa y procesión, actividades para niños y actuaciones musicales.

### Patrimonio mueble
En el S.XIX José Muñoz Maldonado escribe "Dororea o el cántaro milagroso", también conocida como "El castillo de Solera o el cántaro milagroso" que publicó el la revista Museo de las Familias. Se trata de un relato romántico que tan de moda estaba y que no hace referencia a ninguna leyenda popular existente.